# フカヒレ (イラストレーター)
フカヒレはゲームキャラクターのデザインや書籍の挿絵、カードイラストなど幅広く作画を手がけるイラストレーター。横浜市在住。

## 概要
ライトノベルの挿絵やゲームキャラクターのデザインや交通系ICカードのポスターのイラスト等、活動領域は多岐にわたる。絵師100人展では毎回作品を展示する。

## 作品リスト

### 挿絵・表紙絵
- 処女革命（著：きせきめぐる、幻冬舎ルネッサンス）ISBN 9784779009174
- アミューズメント・ホスピタル（著：朝丘大介、幻冬舎ルネッサンス）ISBN 9784779010248
- 廃線上のアリス（著：マサト真希、ぽにきゃんBOOKS）

1. 廃線上のアリス ISBN 9784865290950
2. 廃駅の天使 廃線上のアリス2nd ISBN 9784865291520

- 視ル視ルうちに好きになる（著：扇風気周、電撃文庫）ISBN 9784048666824
- 0.000000001%デレない白い猫（著：延野正行、ダッシュエックス文庫）

1. 0.000000001%デレない白い猫 1 ISBN 9784086310314
2. 0.000000001%デレない白い猫 2 ISBN 9784086310482

- 真夜中の本屋戦争（著：藤春都、ホワイトブックス）

1. 真夜中の本屋戦争 ISBN 9784434225338
2. 真夜中の本屋戦争2 ISBN 9784434237096

- 俺は魔王で思春期男子!（著：横山采紅、ダッシュエックス文庫）
- 十歳の最強魔導師（著：天乃聖樹、ヒーロー文庫）

1. 十歳の最強魔導師 1 ISBN 9784074241606
2. 十歳の最強魔導師 2 ISBN 9784074260416
3. 十歳の最強魔導師 3 ISBN 9784074286898
4. 十歳の最強魔導師 4 ISBN 9784074326402
5. 十歳の最強魔導師 5 ISBN 9784074361403
6. 十歳の最強魔導師 6 ISBN 9784074397242
7. 十歳の最強魔導師 7 ISBN 9784074412600
8. 十歳の最強魔導師 8 ISBN 9784074450381
9. 十歳の最強魔導師 9 ISBN 9784074532919

- ミス・アンダーソンの安穏なる日々 小さな魔族の騎士執事（著：世津路章、電撃文庫）ISBN 9784048932158
- 改訂第3版 センター試験 地理Bの点数が面白いほどとれる本（著：瀬川聡、KADOKAWA）ISBN 9784046021830
- 神楽坂愛里の実験ノート（著：絵空ハル、光文社キャラクター文庫）

1. 神楽坂愛里の実験ノート ISBN 978-4-334-77791-3
2. 神楽坂愛里の実験ノート2 〜リケジョの帰郷と七不思議〜 ISBN 978-4-334-77806-4
3. 神楽坂愛里の実験ノート3 〜リケジョと夢への方程式〜 ISBN 978-4-334-77952-8
4. 神楽坂愛里の実験ノート4 〜リケジョの出会いと破滅の芽〜 ISBN 978-4-334-79113-1

- きみと100年分の恋をしよう（著：折原みと、青い鳥文庫）

1. きみと100年分の恋をしよう はじめて恋が生まれた日 ISBN 978-4-06-519212-2
2. きみと100年分の恋をしよう きみのためにできること ISBN 978-4-06-520504-4
3. きみと100年分の恋をしよう きみと手をつないで ISBN 978-4-06-522054-2
4. きみと100年分の恋をしよう 恋と友情のステップ ISBN 978-4-06-523168-5
5. きみと100年分の恋をしよう 大人になりたい ISBN 978-4-06-524707-5
6. きみと100年分の恋をしよう 大好きがいっぱい ISBN 978-4-06-526495-9
7. きみと100年分の恋をしよう がんばれ！ピュアハート ISBN 978-4-06-527715-7
8. きみと100年分の恋をしよう いつも きみのとなり ISBN 978-4-06-529021-7
9. きみと100年分の恋をしよう きみと歩く未来 ISBN 978-4-06-530324-5
10. きみと100年分の恋をしよう きみがいるから ISBN 978-4-06-531864-5
11. きみと100年分の恋をしよう 新しい明日へ ISBN 978-4-06-533238-2
12. きみと100年分の恋をしよう もう一度スタートライン ISBN 978-4-06-534795-9
13. きみと100年分の恋をしよう この手をはなさない
14. きみと100年分の恋をしよう きみと100年の恋

- 『コミック百合姫』2024年度表紙[2]

### 技法書
- イラスト上達マガジン touch Vol.3（晋遊舎、2011年1月1日発行）ISBN 978-4-86391-207-6
- コミック イラストレーション ガイダンス! 乙女の祈り編（ビー・エヌ・エヌ新社、2011年12月31日初版第1刷発行）ISBN 978-4-86100-804-7
- 漫画の教科書シリーズ No.15 5人のプロ絵師によるキャラクターの色塗りテクニック: 着色の基本から配色、質感、色彩設計までマスターしよう!（誠文堂新光社、2013年9月19日発売）ISBN 978-4-416-11358-5
- キャラ魅せメイキング 美少女イラスト×肌・髪・瞳・服の質感表現（エムディエヌコーポレーション、2018年8月1日初版第1刷発行）ISBN 978-4-8443-6774-1

### イラスト
- 輪廻のラグランジェ season2 第2話 - エンドカード
- IS 〈インフィニット・ストラトス〉2 第4話 ウィークリー応援イラストリレー
- ULTRA SUPER ANIME TIME 2nd SEASON 第8回 - エンドカード
- エスカ&ロジーのアトリエ 〜黄昏の空の錬金術士〜 アニメ第6話 - エンドカード
- PiTaPa - 記憶イラストリレー
- 偽りの希望 鬼丸「終斗」（DM24-EX3 刺激爆発デュエナマイトパック収録） - カードイラスト[3]

### ゲーム
- エルクローネのアトリエ 〜Dear for Otomate〜
- 限界凸騎 モンスターモンピース
- 限界凸騎 モンスターモンピース NAKED
- 脱出アドベンチャー 悪夢の死神列車
- オメガクインテット
- Little Witch Nobeta - PS4限定版パッケージデザイン

### 画集
- フカヒレ画集 Ephemeral（ホビージャパン、2020年3月30日初版発行）ISBN 978-4-7986-2171-5

### その他
- 絵師100人展
- 温泉むすめ - キャラクター原案（玉川百合亜）
- シェリン・バーガンディ - キャラクター原案
- 戌神ころね - キャラクター原案
- 青咲ローズ - キャラクター原案
- 幸糖ミュウミュウ - キャラクター原案
- 泡沫調 - キャラクター原案
- 巻乃もなか - キャラクター原案、VRoid3Dモデル制作
- 伊達あやの - キャラクター原案
- すとぷり - イラスト担当[4]